# Ace Driver: Racing Evolution
Ace Driver: Racing Evolution, ook gekend als Ace Driver, is een 3D-racespel voor Arcade van het Japanse bedrijf Namco en kwam uit in 1994.

## Spelbesturing
De speler bestuurt een Formule 1-wagen op een racebaan. Daarbij moet hij het af te leggen traject in een zo kort mogelijke tijdspanne uitvoeren. Hij wordt daarbij gehinderd door tegenstanders, bochten en andere obstakels.
Elk level is een traject dat drie keer afgelegd moet worden. Er is een neergaande timer. Wanneer deze op 0 seconden komt, is het spel afgelopen. Het traject heeft meerdere checkpunten. Indien zulk checkpunt wordt bereikt voor het einde van de timer, dan wordt deze timer terug verhoogd. Het spel is ook afgelopen wanneer de speler niet als eerste over de eindstreep gaat.
Verder kan de speler bij start van het spel een moeilijkheidsgraad kiezen: Beginner, Expert en Expert Pro Race Class. Ook kan hij kiezen of de versnellingsbak door het computerspel wordt beheerd of dat de speler de wagen zelf in een hogere/lagere versnelling zet.